# Gorgonidium beckianum
Gorgonidium beckianum är en kallaväxtart som beskrevs av Josef Bogner. Gorgonidium beckianum ingår i släktet Gorgonidium och familjen kallaväxter.
Artens utbredningsområde är Bolivia. Inga underarter finns listade.